# 愛奴 (アルバム)
『愛奴』（あいど）は、1975年5月1日に、デビューシングル「二人の夏」と同時発売された愛奴の1枚目のアルバム。

## 概要
作曲は各メンバーが手掛け、作詞は全曲通して、浜田省吾が担当している。
最終曲「去りし友よ」演奏後に隠しトラック（「雨上りのぶるーす」の一節）が収録されており、『AIDO Complete Collection』でも踏襲されている。

## レコーディング
吉田拓郎のバックバンドとしてツアーに参加する合間を縫ってレコーディングされた。しかし初日は8時間かけて1曲も録れないなど制作は難航し、当初の予定を上回る長期間にわたってレコーディングが続けられることになった。
浜田は、当時のレコーディングの様子について「初めてヘッドフォンをして歌うと、あまりに自分が音痴で愕然とした」「自分のドラムは持ってなかったからレンタル・ドラムを使っていた」など苦労しながら制作したエピソードを語っている。アルバムが完成し「自分達こそが最高だ」と、確信していた浜田だったが、同時期にデビューしたシュガー・ベイブやセンチメンタル・シティ・ロマンスのアルバムを聴き、大きなショックを受ける。

## アルバムジャケット
発売当初のジャケットに使用された写真については、ディレクターの蔭山敬吾が別案を出していたが、最終的にメンバーが選んだものが採用された経緯がある。但し、浜田はミーティングの際にデザイナーの田島照久が「良くない」と発言したことを覚えており、田島も浜田が自分に同意したという。1982年に再発盤が発売されて以降は田島が新たにデザインしたジャケットに差し替えられ、CDでもそちらが使われている（シングル「二人の夏」も同じ経緯でジャケットが変更された）。
オリジナル盤のジャケットは、浜田のソロアルバム『初夏の頃 〜IN EARLY SUMMER〜』のCD-EXTRA機能で見ることができるが、『AIDO Complete Collection』では差し替え後のジャケットのみが紹介されている。

## 収録曲
| 全編曲: 愛奴。 |                  |                    |                  |      |
| #              | タイトル         | 作詞               | 作曲             | 時間 |
| 1.             | 「愛奴のテーマ」 | 浜田省吾           | 浜田省吾・青山徹 | 3:25 |
| 2.             | 「初夏の頃」     | 浜田省吾           | 浜田省吾         | 3:07 |
| 3.             | 「春の日に」     | 浜田省吾           | 青山徹           | 2:14 |
| 4.             | 「二人の夏」     | 浜田省吾           | 浜田省吾         | 3:48 |
| 5.             | 「君がいれば」   | 山崎貴生・浜田省吾 | 山崎貴生         | 2:19 |
| 6.             | 「愛するお前に」 | 浜田省吾           | 山崎貴生         | 6:14 |

| #         | タイトル                         | 作詞      | 作曲      | 時間  |
| --------- | -------------------------------- | --------- | --------- | ----- |
| 7.        | 「雨模様」                       | 浜田省吾  | 山崎貴生  | 3:47  |
| 8.        | 「あの娘は僕の大事なべぇぃびぃ」 | 浜田省吾  | 浜田省吾  | 2:55  |
| 9.        | 「夢にいざなえ」                 | 浜田省吾  | 浜田省吾  | 2:44  |
| 10.       | 「恋の西武新宿線」               | 浜田省吾  | 浜田省吾  | 4:07  |
| 11.       | 「もうすぐ五月 外は雨」          | 浜田省吾  | 町支寛二  | 3:24  |
| 12.       | 「去りし友よ」                   | 浜田省吾  | 町支寛二  | 3:25  |
| 合計時間: | 合計時間:                        | 合計時間: | 合計時間: | 41:21 |

## 曲解説

### A面
1. 愛奴のテーマ
最初にレコーディングされた曲。『AIDO Complete Collection』では「AIDOのテーマ」と表記されている。
「恋の西武新宿線」のB面曲。
2. 初夏の頃
浜田が1997年のアルバム『初夏の頃 〜IN EARLY SUMMER〜』でセルフカバーしている。
3. 春の日に
4. 二人の夏
デビュー曲としてシングルも同時発売された。
5. 君がいれば
6. 愛するお前に

### B面
1. 雨模様
同時発売のシングル「二人の夏」のB面に収録。
2. あの娘は僕の大事なべぇぃびぃ
3. 夢にいざなえ
「初夏の頃」同様、浜田がアルバム『初夏の頃 〜IN EARLY SUMMER〜』でセルフカバーした。
4. 恋の西武新宿線
後に2ndシングルとして発売されたが、そちらは別バージョンである。浜田が1979年のアルバム『君が人生の時…』でセルフカバーしている。
5. もうすぐ五月 外は雨
6. 去りし友よ